# 吳嵩 (馬評人)

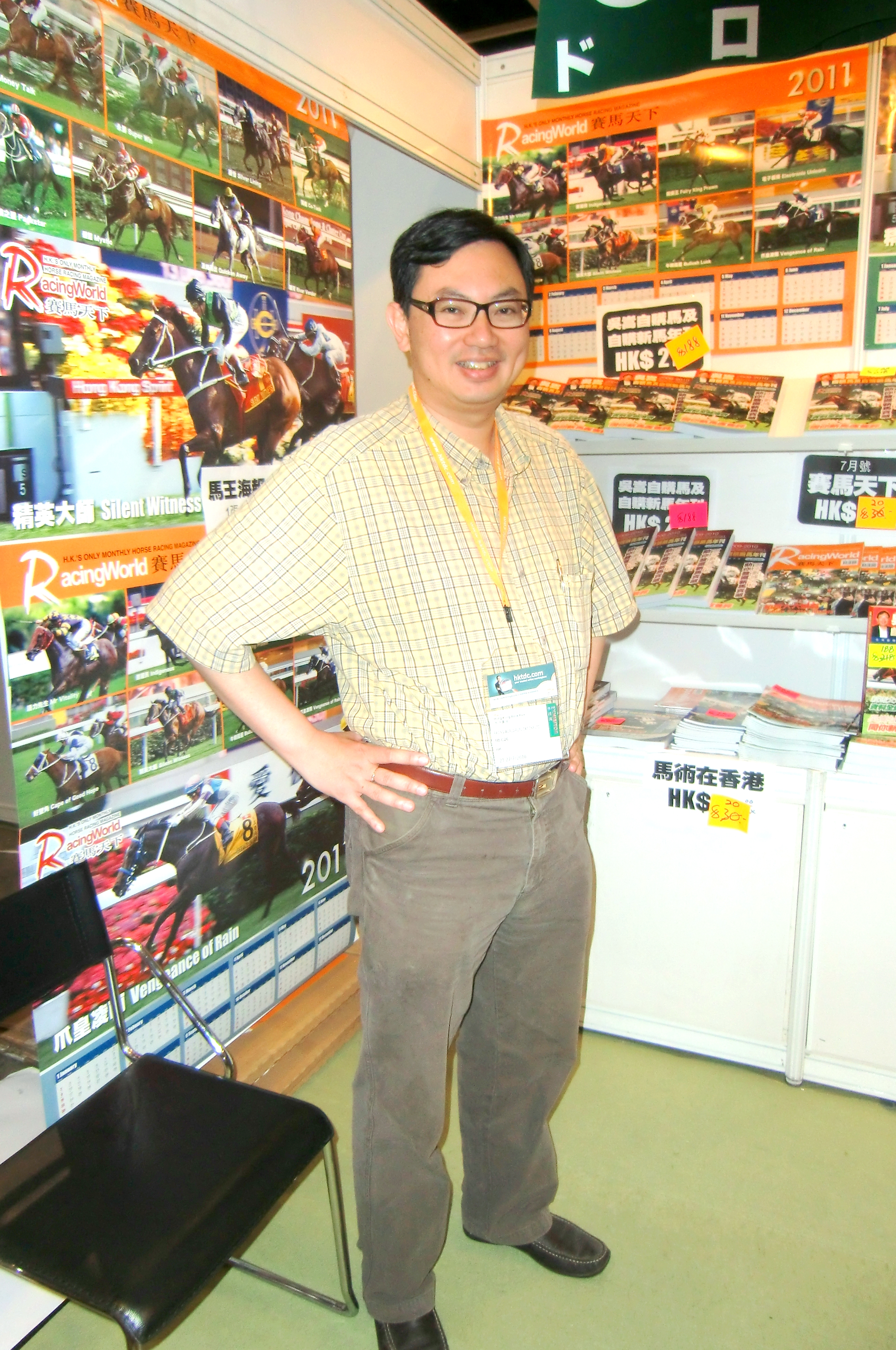
吳嵩

吳嵩（英語：Apollo Ng，1963年—），香港出生澳大利亞籍華人，先於麥覺理大學修讀會計，1990年在新南威爾斯大學（UNSW）商學碩士（專業會計）畢業連結，於澳洲參與投馬及育馬事業，前香港賽馬會賽事現場走位旁述員，退休前曾為多份香港報章撰寫賽馬評論及為香港有線電視主持節目《競馬天下》。

## 生平簡介
吳嵩，馬迷以吳山高、蜈蚣、山高或啄木鳥稱之，於1980年代居於澳洲，適逢當時英皇御准香港賽馬會開始對澳紐大賽作越洋轉播，吳嵩亦成為越洋轉播評述的最佳人選。吳嵩其後回港發展，初期以‘騰達’之筆名於報章及雜誌選寫賽馬評論。及後向黎智英收購賽馬雜誌《賽馬天下》。九十年代起用回其吳嵩大名並加入英皇御准香港賽馬會及有線電視作為賽事評述員，其間更與導演王晶合辦馬報名為「馬聖」， 標榜「理論與實踐的化身－吳嵩」；後期更加入少量波經， 亦自稱為香港首份「波馬經」；可惜及後因續年蝕本而無聲無息地停刊。

## 封筆及封咪
吳嵩在2010年代開始逐漸淡出評馬事業。2010年9月5日馬季首場賽事宣佈最後一天為賽事評述賽事。並於11月2日的墨爾本盃海外賽事賽馬日後結束賽馬評述生涯。2017年7月宣佈從星島日報專欄封筆。亦退出賽馬雜誌《賽馬天下》的管理工作。但目前仍然繼續以馬主身份於馬圈內活動，或成為香港賽馬賽日名譽評判員。徒弟包括朱鎮輝等人。

## 主要擁有馬匹
吳嵩有兩個方法擁有賽駒。第一是直接以馬主身份擁有馬匹。第二透過販馬代理間接擁有馬匹，並向馬主銷售。以吳嵩個人名義在香港的馬匹常以「心得」兩字冠名。
此外，他在香港也是多個團體馬主「多多心得團體」（多多心得、威威心得、好好心得）、「馬聖之友團體」（英雄本色、中華英雄（徐雨石馬房，China Hero）、英雄得勝、英雄好漢、大英雄、超級英雄、中華英雄（大衛希斯馬房，Lean Hero）、環球英雄）、「德心團體」（好友心得、摯友心得）、 「天下競馬團體」（至高心得）的經理人以及多個賽馬團體（23/24大衛希斯練馬師賽馬團體的「友愛心得」、23/24徐雨石練馬師賽馬團體的「好多心得」）的一般成員。個人名義代表馬匹為取下6勝之富有心得，其他個人名義的馬匹包括有心得、更有心得、確有心得、智有心得、大有心得、載有心得、猶有心得。
如以販馬代理代表馬，包括最後一匹擊敗32連勝雌馬雲絲仙子的馬匹快如疾風、在二班賽取下勝利的蒙古王等。